# Victoria Kan
Victoria Rodionovna Kan, née le 3 août 1995 à Tachkent, est une joueuse de tennis russe.
Elle a participé en 2014 à la Fed Cup avec la Russie, mais son activité se concentre essentiellement sur le circuit ITF sur lequel elle a gagné dix-neuf titres en simple et douze en double.

## Palmarès

### Titre en simple dames
Aucun

### Finale en simple dames
Aucune

### Titre en double dames
Aucun

### Finale en double dames
Aucune

## Parcours en Fed Cup
| #                                                             | Date       | Lieu   | Surface    | Gagnante(s)     | Perdante(s)  | Score    |          |
|                                                               |            |        |            |                 |              |          |          |
| 2014 - 1er tour (groupe mondial) - Australie - Russie - 4 : 0 |            |        |            |                 |              |          |          |
| 1                                                             | 08/02/2014 | Hobart | Dur (ext.) | Samantha Stosur | Victoria Kan | 6-2, 6-3 | Parcours |

## Classements WTA en fin de saison

### En simple
| Année          | 2011 | 2012 | 2013 | 2014 | 2015 | 2016 | 2017 |
| Rang en simple | 512  | 456  | 209  | 248  | 324  | 276  | 692  |
| Rang en double | 641  | 681  | 449  | 414  | 434  | 490  | 696  |

Source : (en) Classements de Victoria Kan sur le site officiel de la Fédération internationale de tennis